# Voie romaine Reims-Metz
La voie romaine qui reliait Durocortorum à Divodurum Mediomatricorum — aujourd’hui Reims à Metz — fait partie du grand itinéraire de Strasbourg à Boulogne-sur-Mer par Metz, Reims et Amiens.
Les principales stations sont les suivantes :
- Tanomia ou Fanum Minervae : Temple de Minerve (oppidum de la Cheppe) ;
- Ariola (hameau de la Maison du Val près de Nettancourt, commune de Noyers-Auzécourt ou hameau de Vadivière, commune de Possesse, selon les sources.) ;
- Caturices ou Caturigas (Bar-le-Duc) ;
- Nasium (Naix-aux-Forges) ;
- Travia (Saint-Germain-sur-Meuse) [réf. souhaitée]
- Tullum Leucorum (Toul) ;
- Scarpone (Dieulouard).

Cette voie romaine est citée à la fois dans la Table de Peutinger (Segm. II et III) et dans l’Itinéraire d’Antonin.
Il a existé une deuxième voie romaine, plus tardive, allant de Reims à Metz en passant par Verdun.

## De Reims à Bar-le-Duc
La voie antique sortait de Reims par la porte Bazée, à l'extrémité sud du cardo, où se trouvait un arc de triomphe dont il subsiste des vestiges classés aux Monuments Historiques, dans la rue de l'université.
Au bord de la D35, sur le territoire de Sept-Saulx, se trouve un monument élevé par Napoléon III.

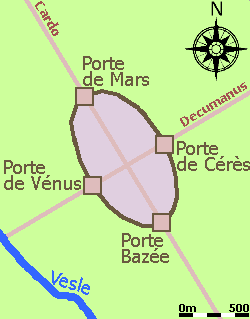
les portes de Reims
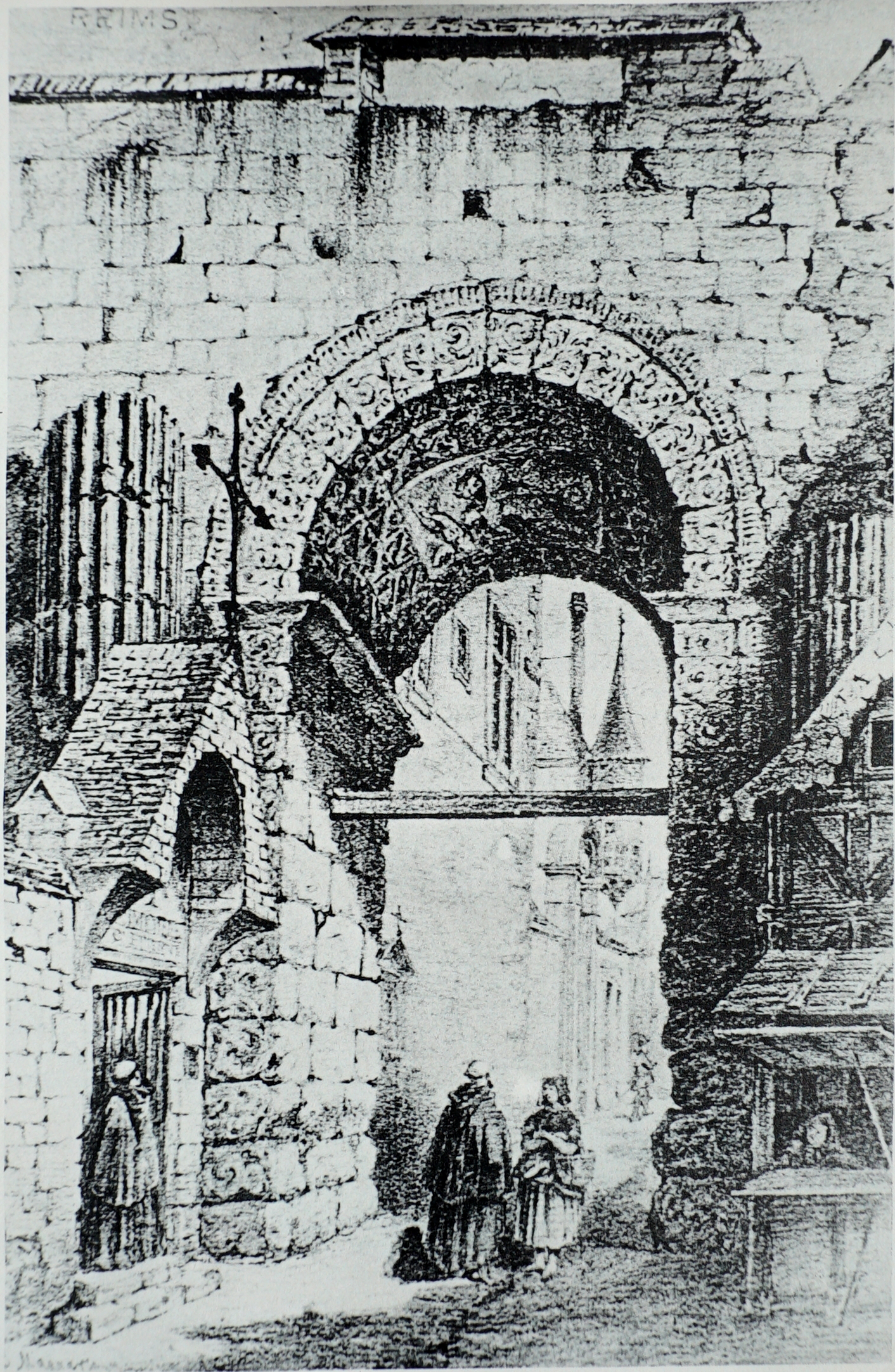
Porte Bazée à Reims
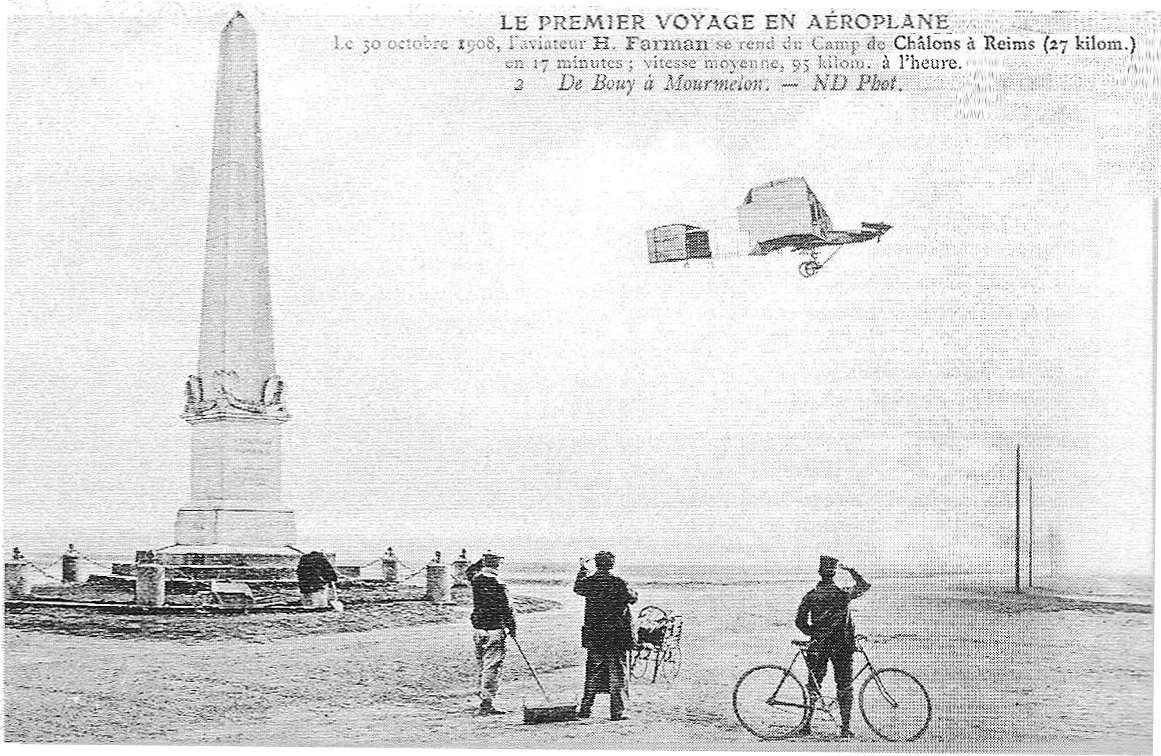
1909, une borne pour la voie romaine édifiée par Napoléon III à Sept-Saulx.
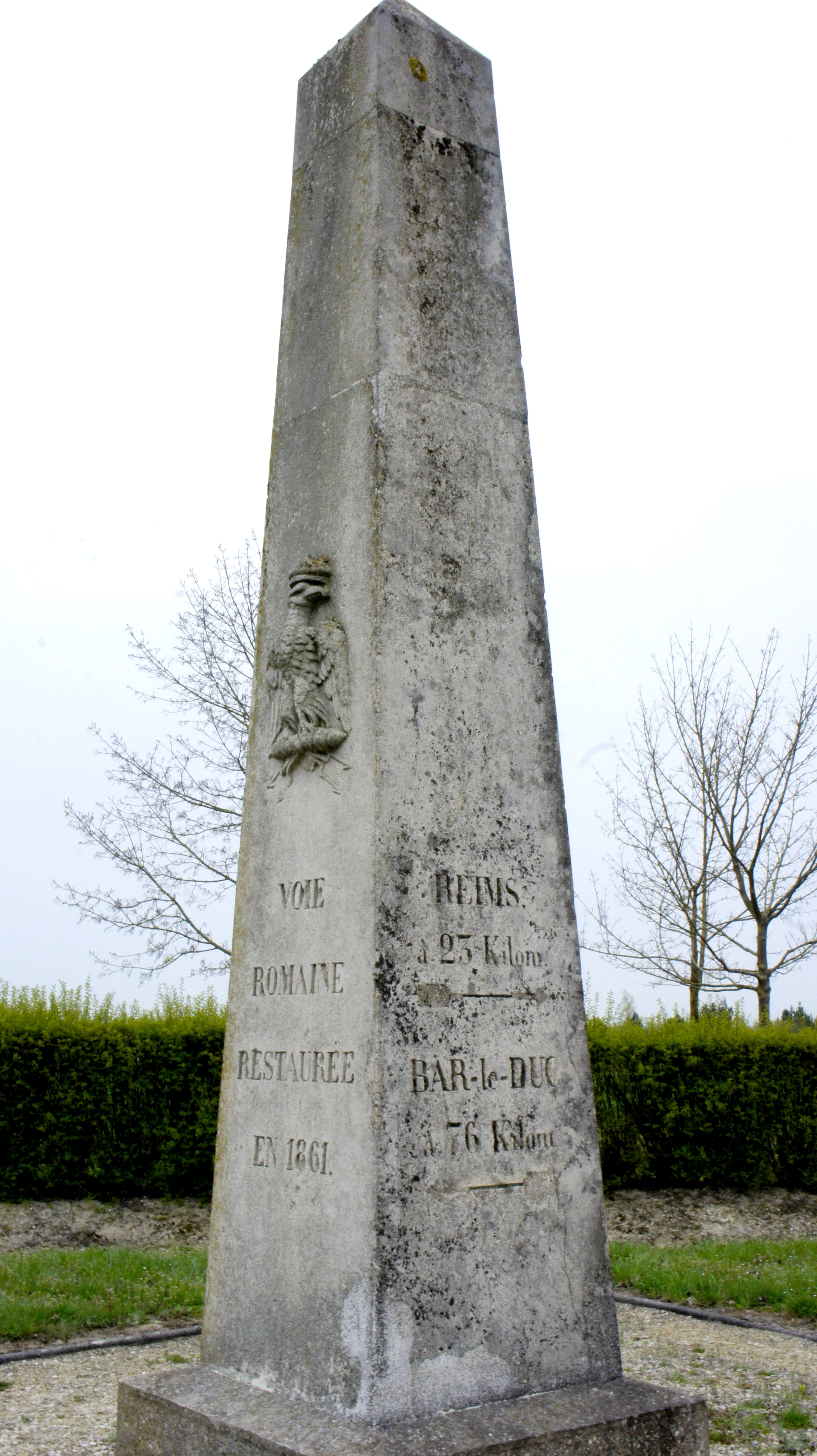
Borne rappelant les bornes milliaires à Sept-Saulx.
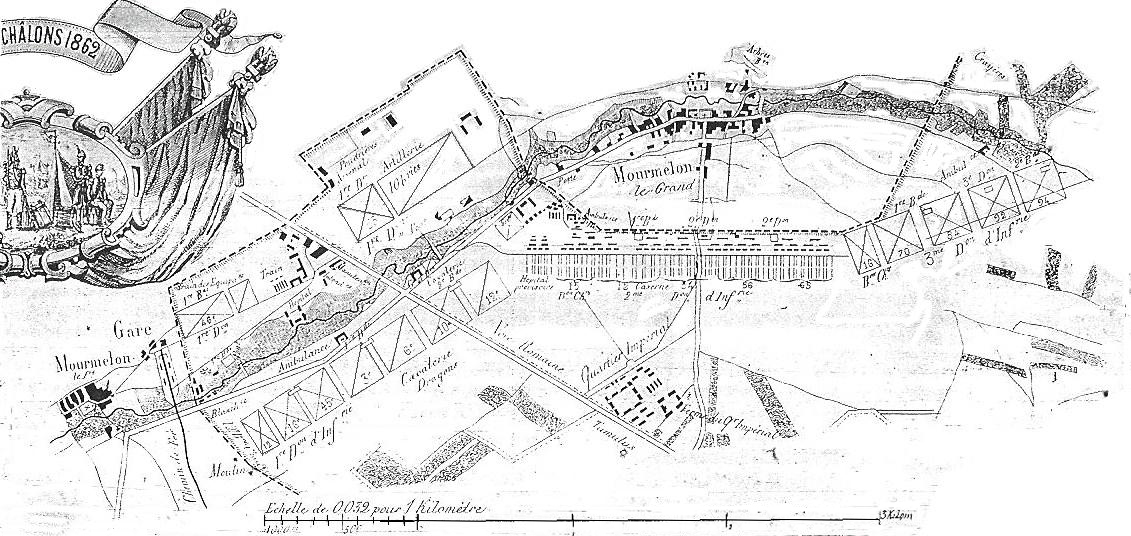
Le camp militaire de Châlons connu également sous le nom de camp de Mourmelon

Une section inaccessible aujourd’hui se trouve à l’intérieur du camp militaire de Mourmelon.
Elle longe ensuite le « Camp d’Attila » (commune de La Cheppe), oppidum gaulois occupé plus tard par les Romains, qui correspond à Fanomin (pour Fanum Minervae = Temple de Minerve) dans l’Itinéraire d’Antonin, Tanomia (à la suite d'une erreur de transcription) dans la table de Peutinger).
On remarque que plusieurs villages situés dans la région du Temple de Minerve ont un nom se terminant par « -au-Temple » (Saint-Étienne-au-Temple, Dampierre-au-Temple, Saint-Hilaire-au-Temple et la Neuville-au-Temple, qui est un hameau de Dampierre-au-Temple). Toutefois ce nom est probablement lié à leur appartenance à la Commanderie de La Neuville (templiers) et non à la proximité du Temple de Minerve.

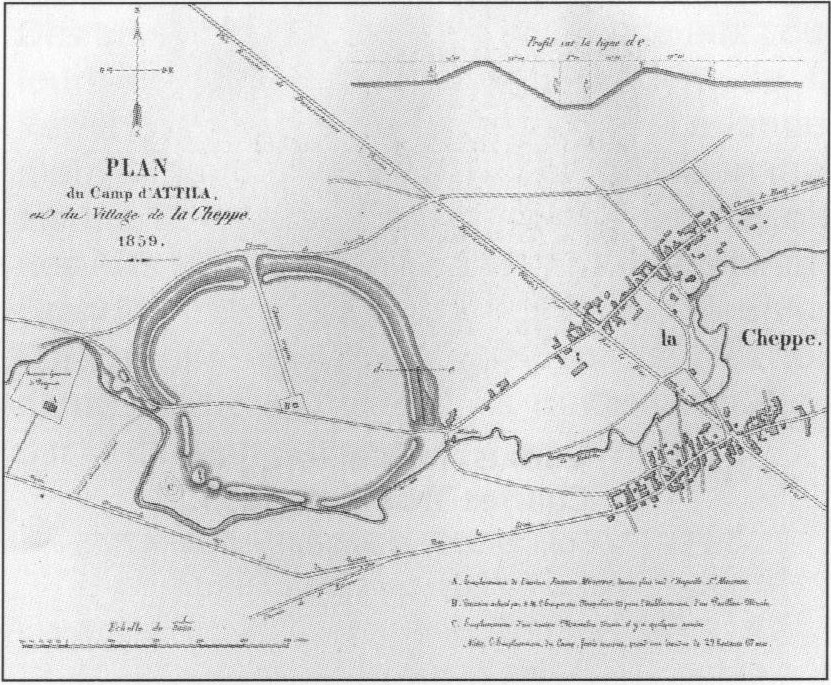
Camp d’Attila
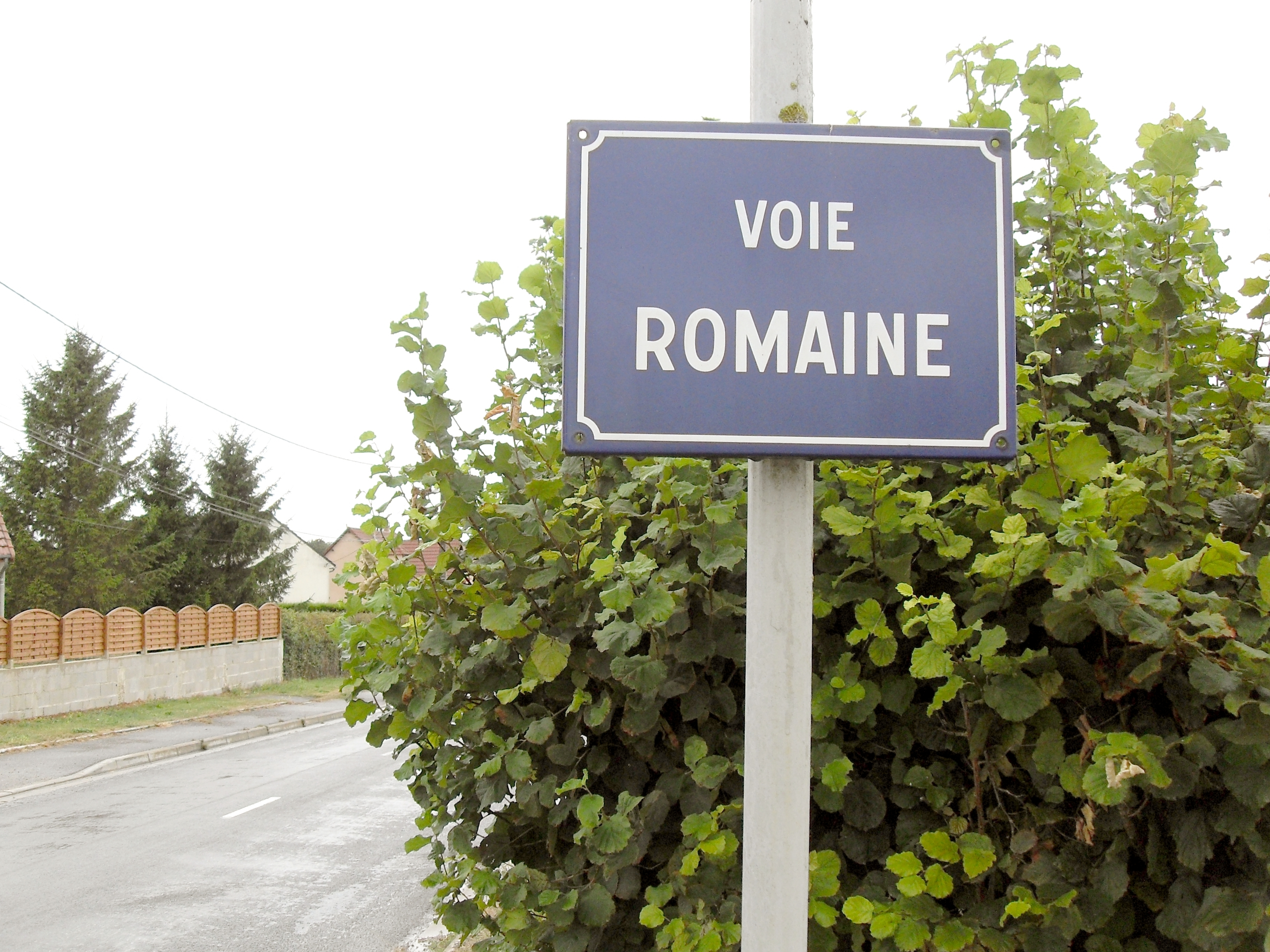
voie romaine à La Cheppe
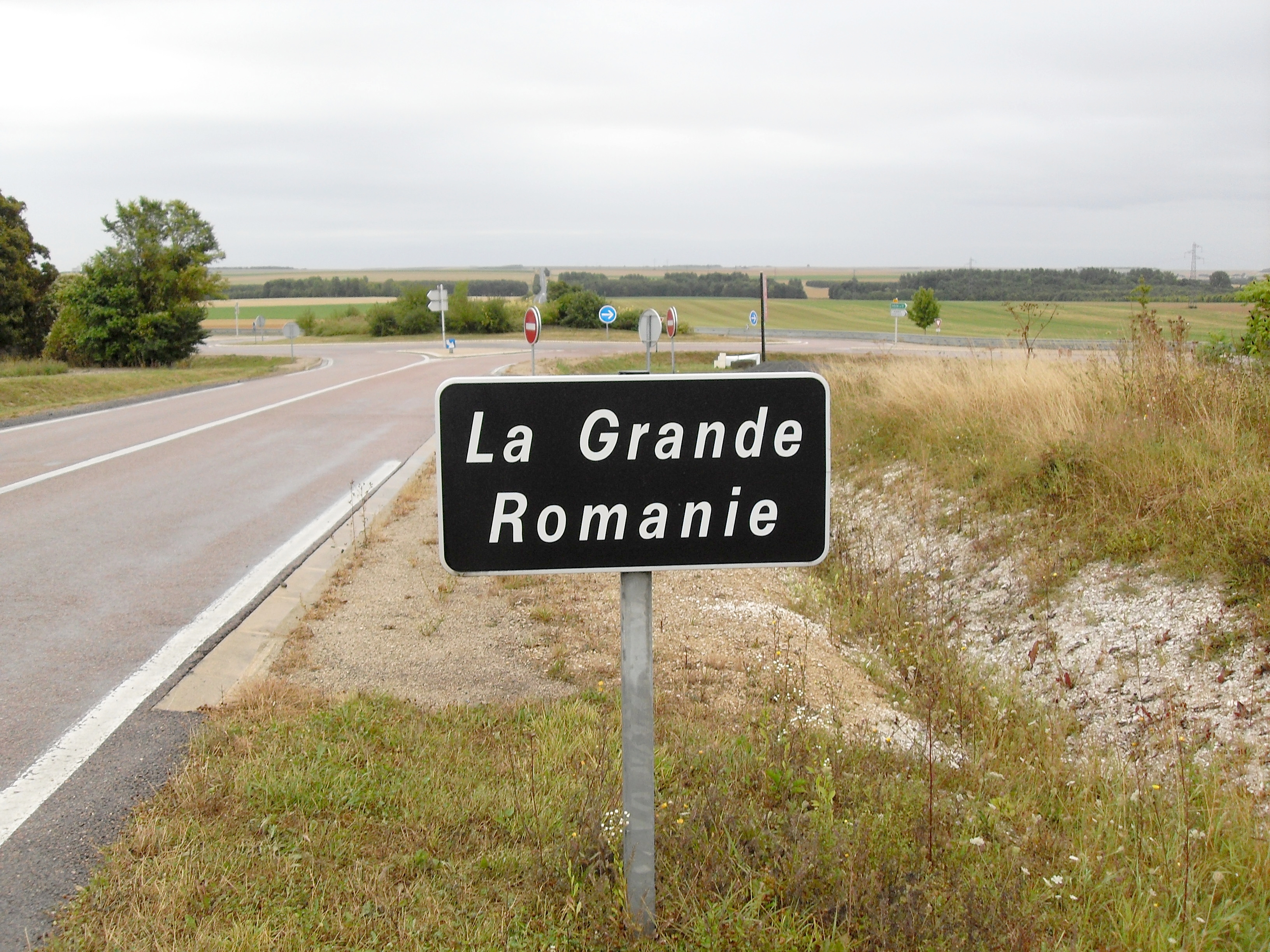
Hameau de la Grande Romanie
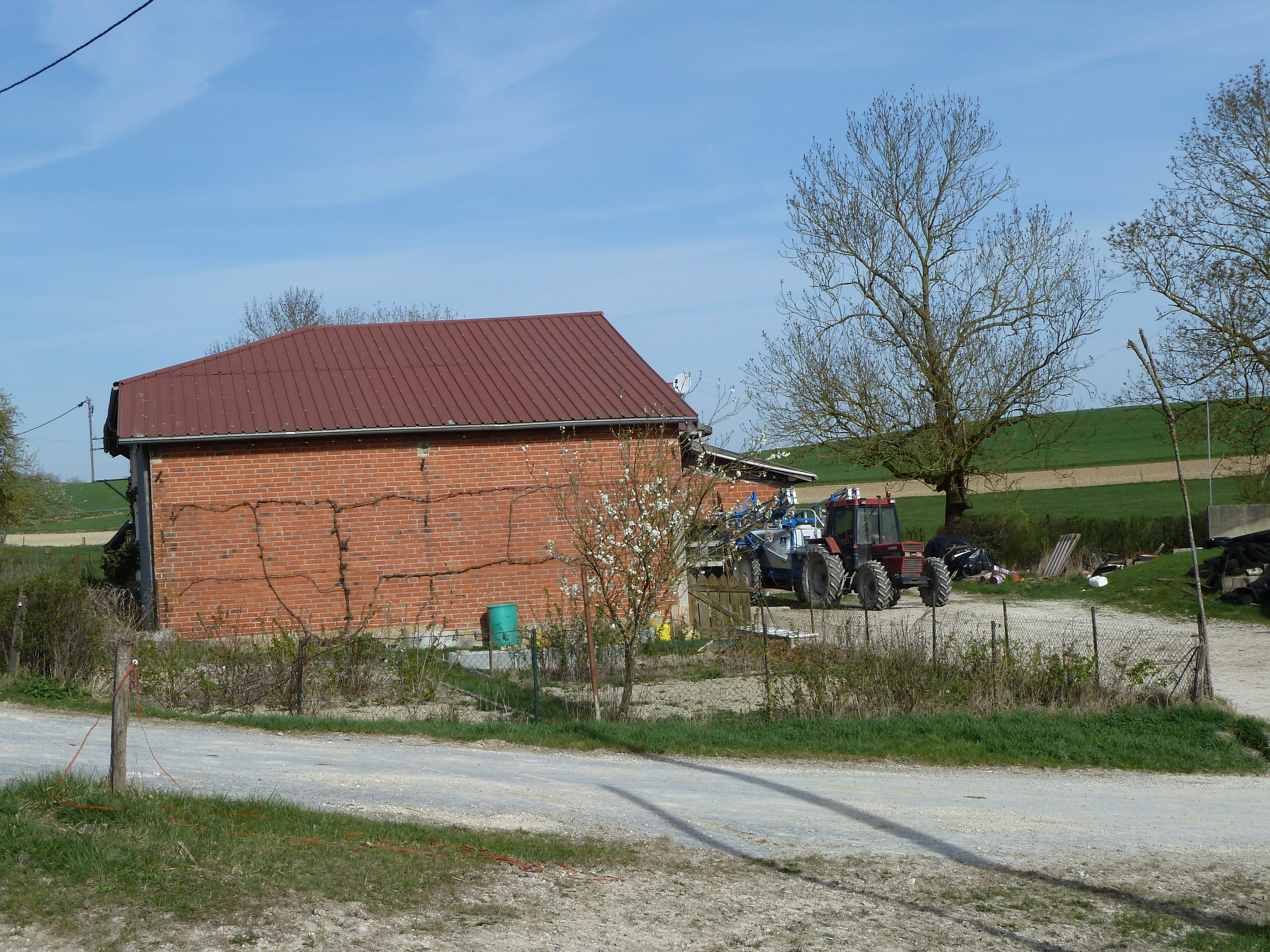
Ferme de la maison rouge à Noirlieu

Depuis La Cheppe jusqu'à Bar-le-Duc, la voie romaine se confond en grande partie avec la Route départementale 994 (ancienne route nationale 394).
Elle traverse la D3 au hameau de « la Grande-Romanie » (commune de Somme-Vesle) et passe à côté de la ferme de la "maison rouge" sur la commune de Noirlieu (ce toponyme est caractéristique des voies romaines).
Elle franchit la Vière au lieu-dit Vadivière. Au hameau de la Maison du Val, entre Nettancourt et Noyers elle franchit la Chée et suit la « rue de la Voie Romaine », puis passe par Villers-aux-Vents, Laimont, Varney (aujourd'hui groupement de communes de Val-d'Ornain). 

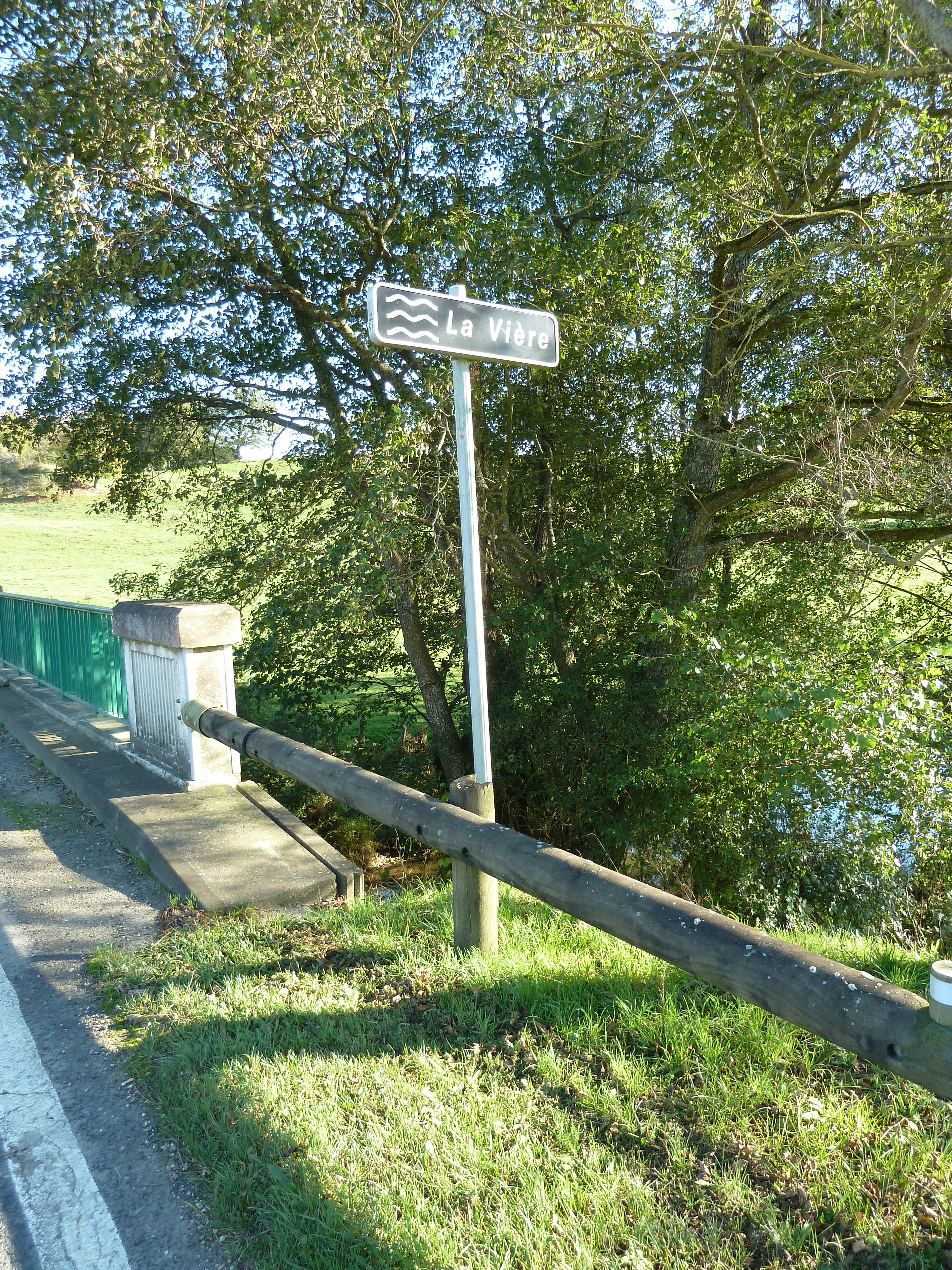
Pont sur La Vière
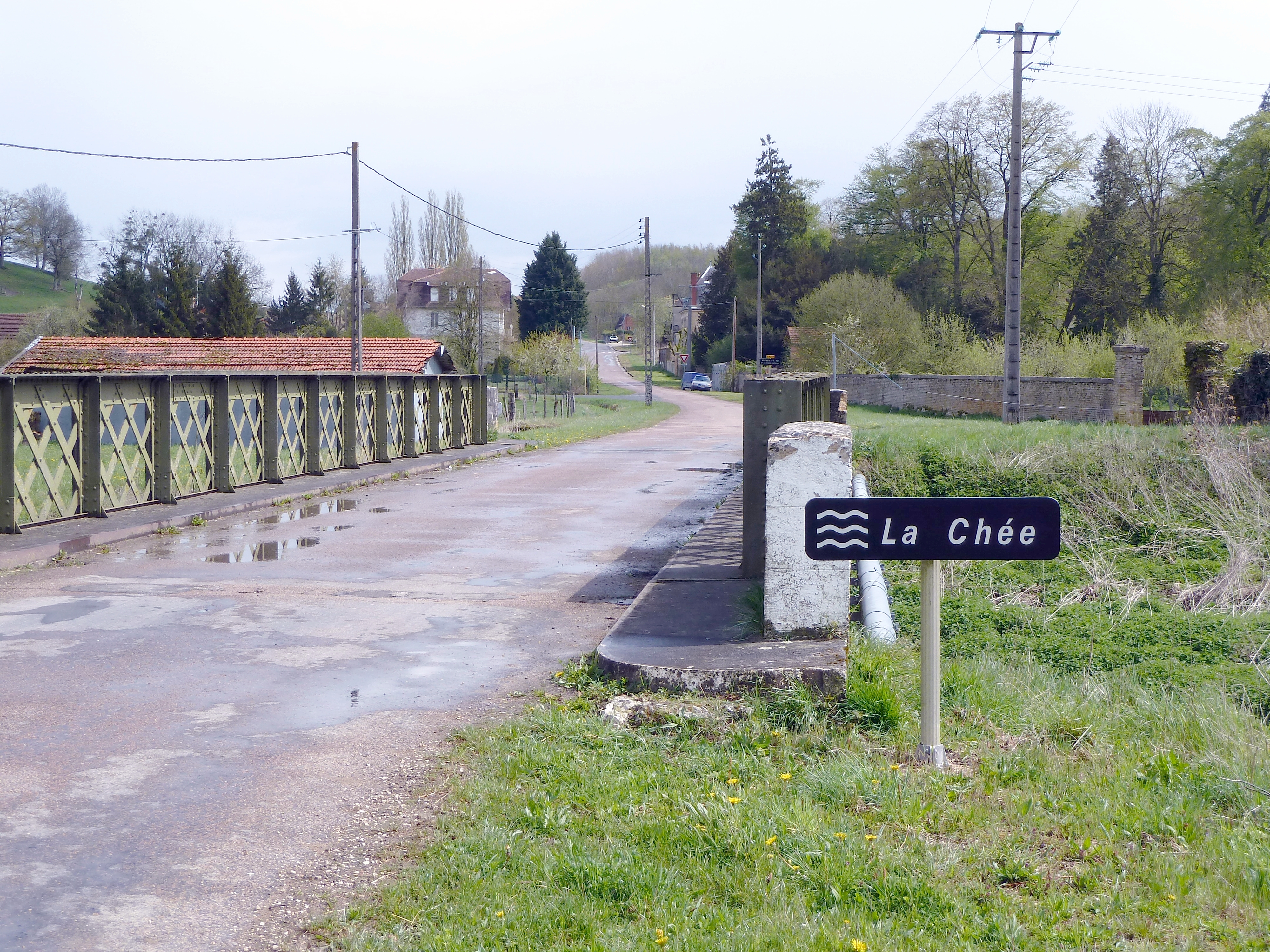
la voie romaine sur la Chée à Maison du Val
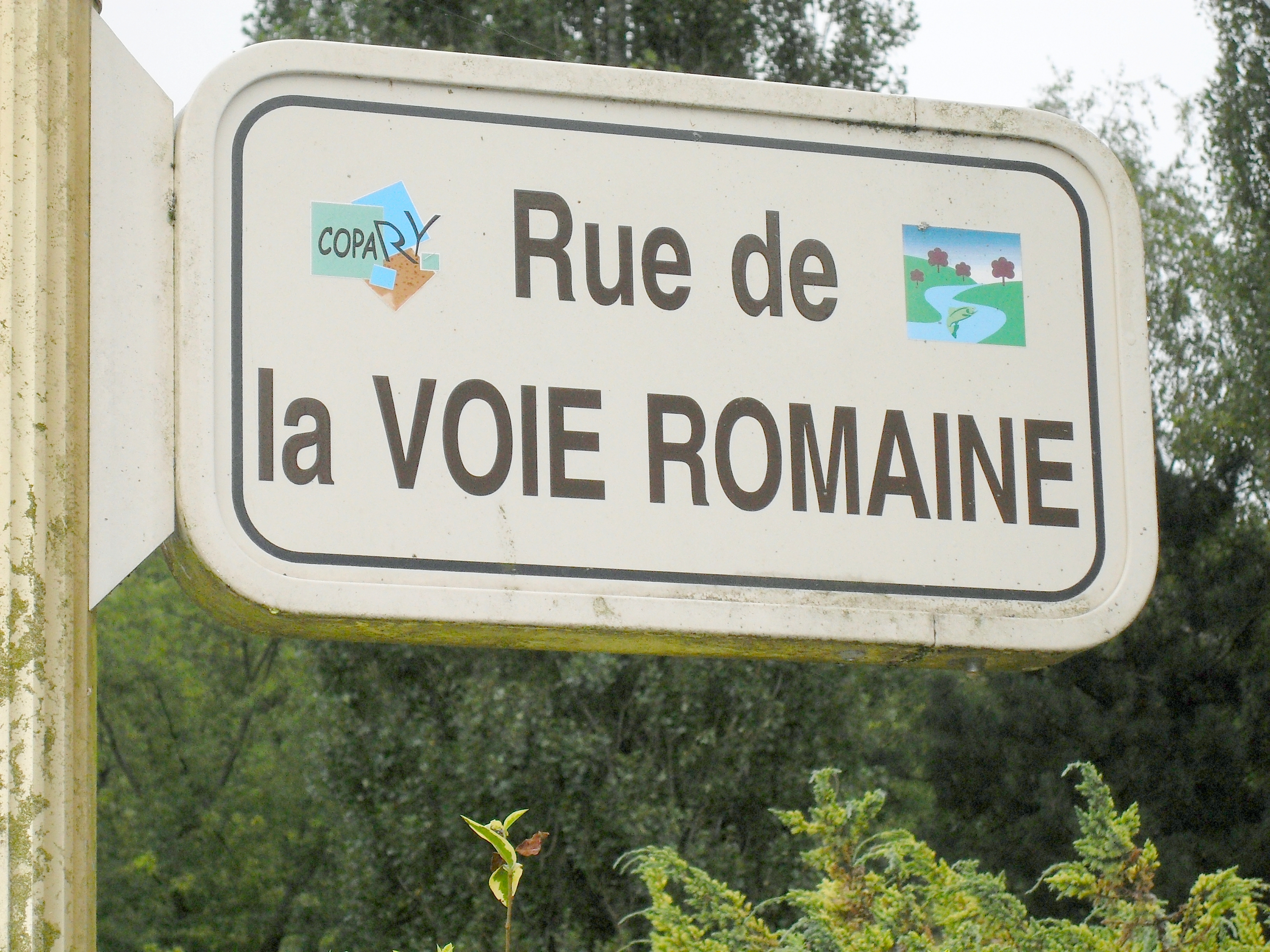
Hameau de la Maison du Val
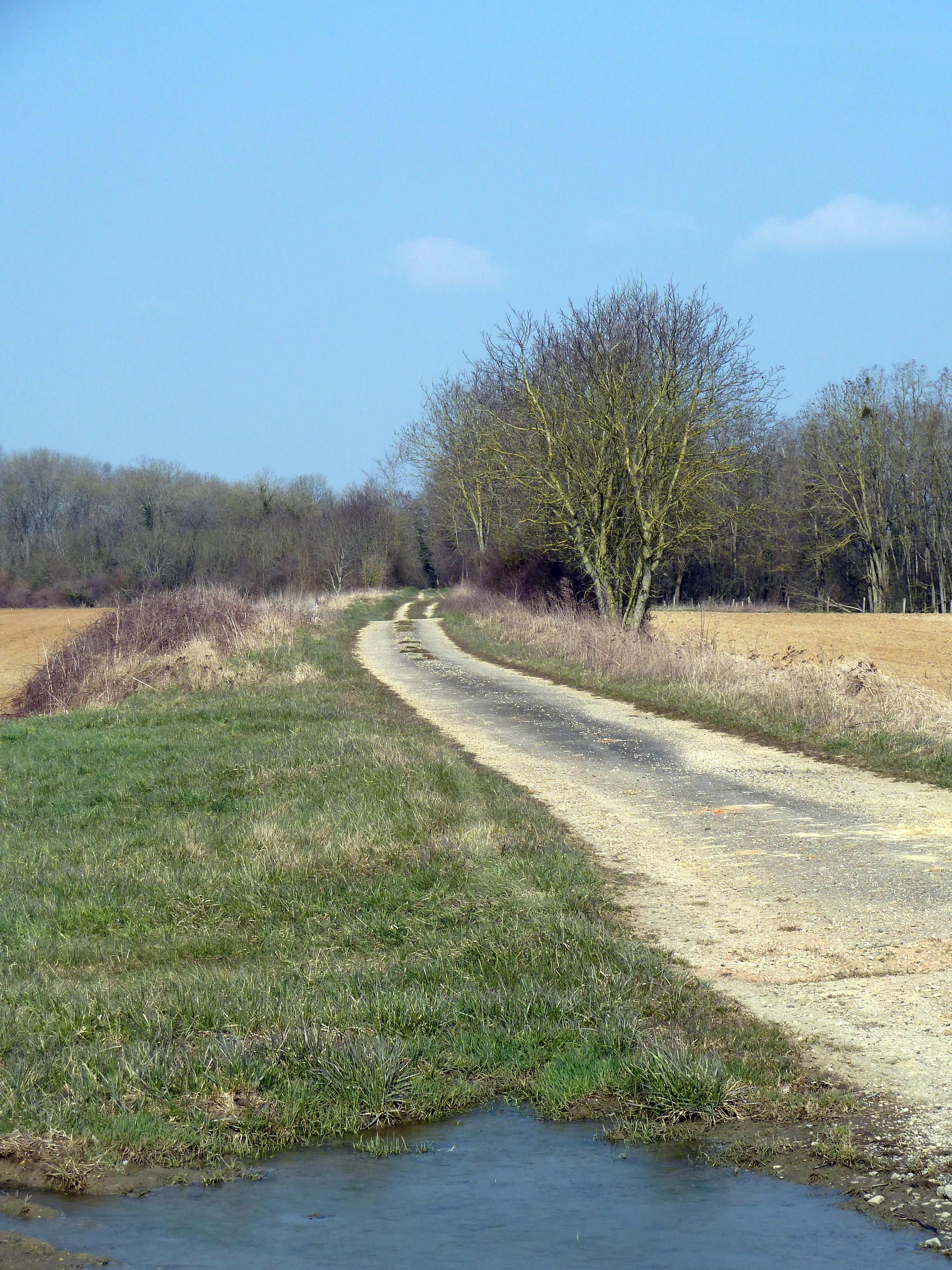
La voie romaine à Laimont où elle rejoint la D994.
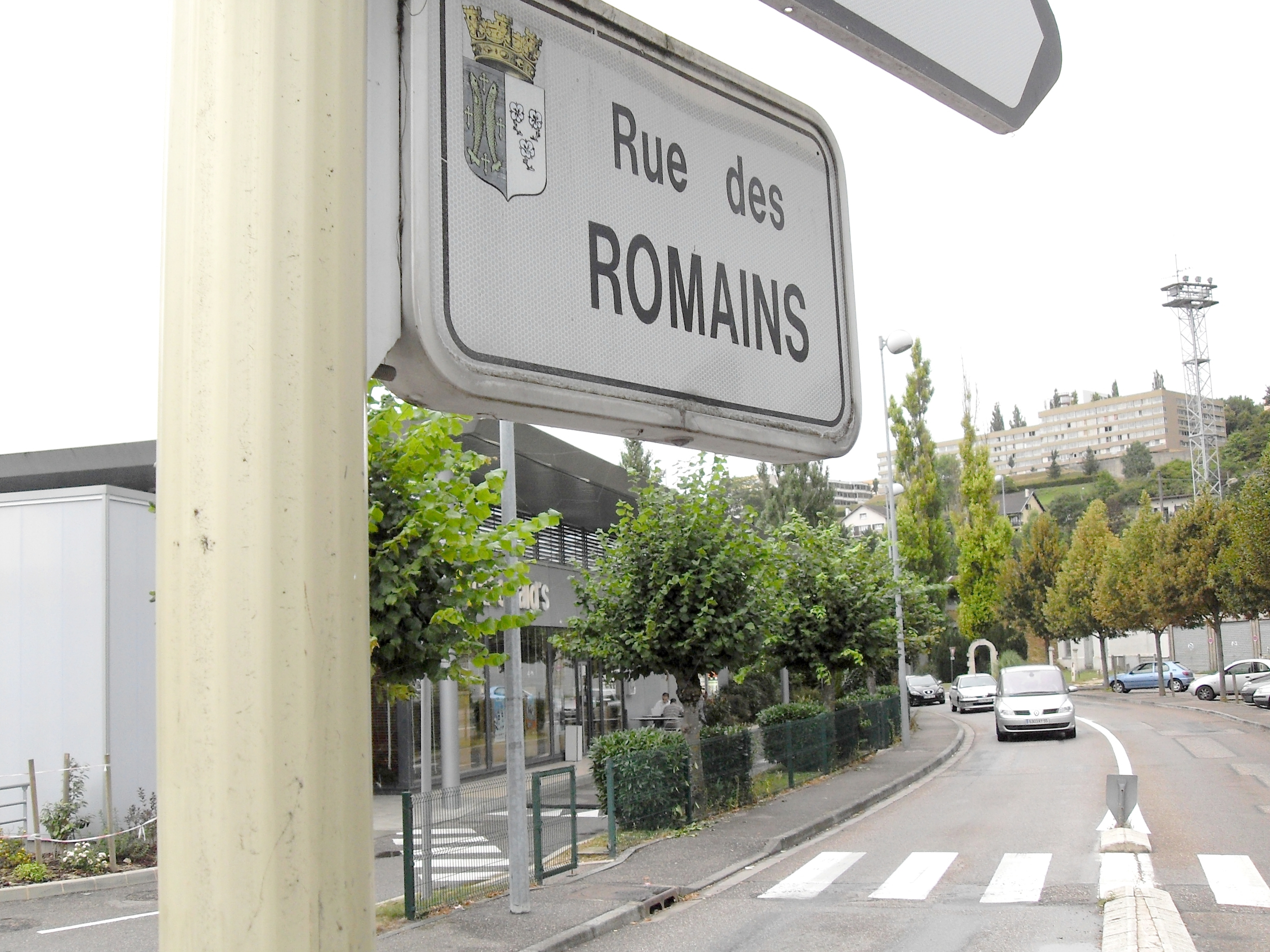
Bar-le-Duc rue des romains
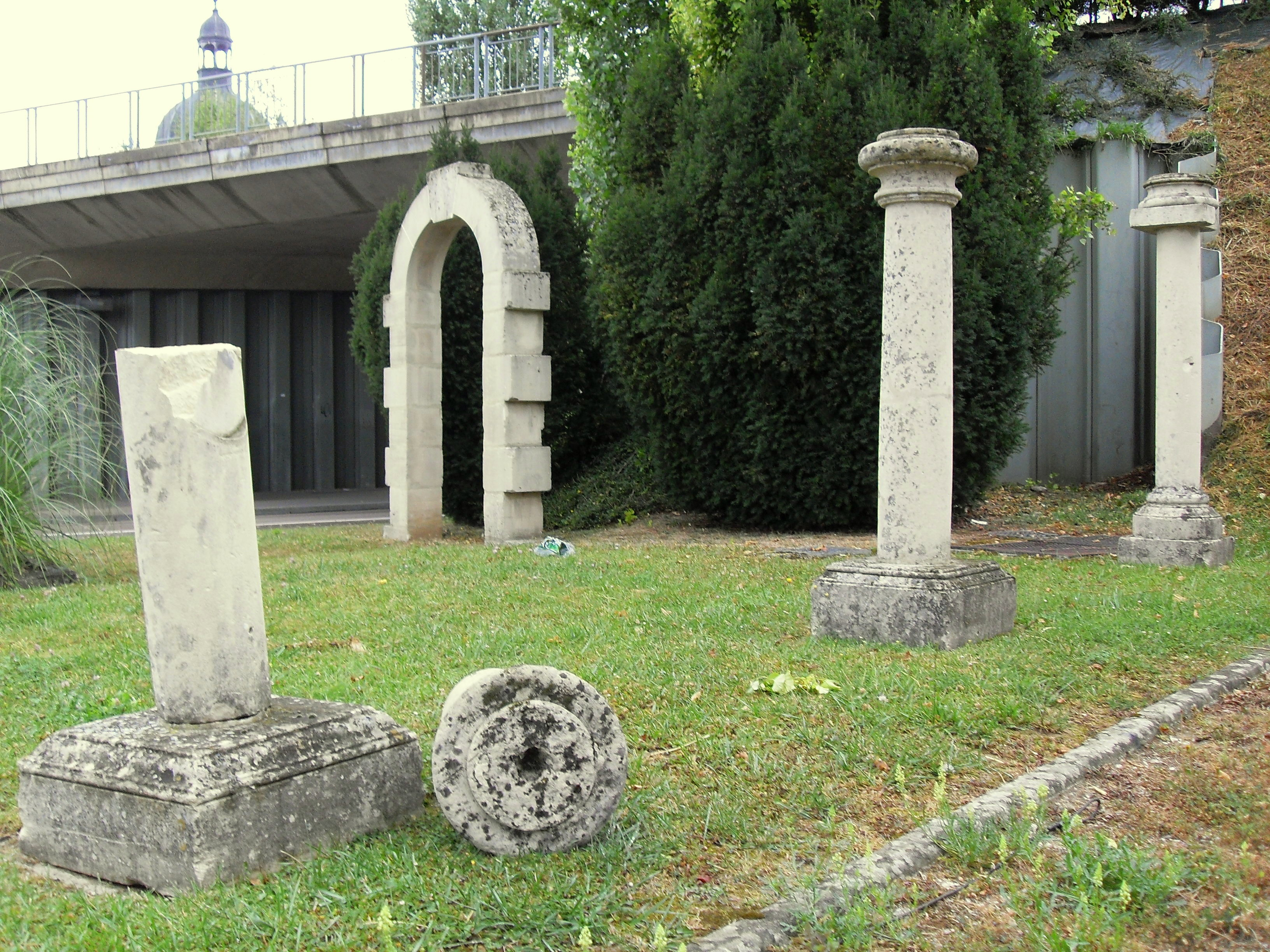
Bar-le-Duc rue des romains

Au hameau de Venise, elle se sépare de la D994 et passe au nord de Fains les Sources (aujourd'hui groupement de communes de Fains-Véel), où l’on voit les restes d’un camp antique et où se trouve un "Chemin des Romains", avant d’arriver à Bar-le-Duc, où elle longe la rive nord de la vallée de l'Ornain. en passant par la « rue des Romains », et plus loin encore le "Chemin des Romains".

### Ariola

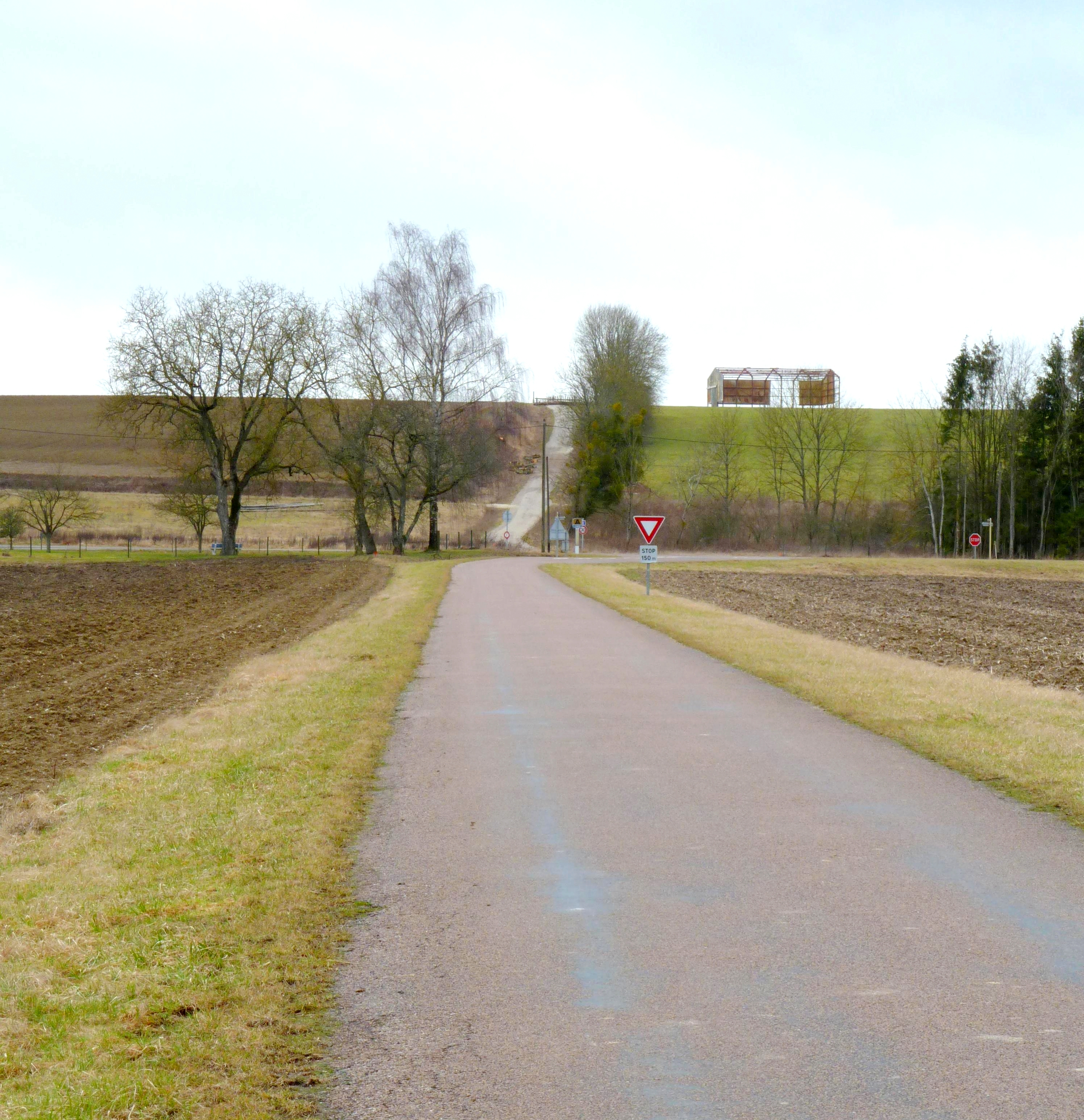
L'intersection d'Ariola sur la voie romaine de Reims à Bar-le-Duc

La station d'Ariola est mentionnée dans l'itinéraire d'Antonin à 16 lieues de Fanum Minervae (environ 39 km) et 9 lieues de Caturiges (environ 22 km), mais ne figure pas sur la Table de Peutinger qui mentionne entre Fanum Minervae et Caturiges la distance de 25 lieues gauloises (XXV.) qui correspondent à environ 60 km. 
Ariola dérive du latin area, signifiant : carré découvert, lieu aplani de forme régulière. Areola ou ariola veut donc dire : petite esplanade. 
Sa position, entre La Cheppe et Bar-le-Duc, n'a pas encore été déterminée avec certitude. Selon les sources dont on dispose qui émanent en général d'amateurs plus ou moins éclairés appartenant à des sociétés savantes du XIXe siècle et ne sont pas totalement fiables, plusieurs sites sont proposés : Un nom qui revient plusieurs fois est celui du hameau de la Vadivière, car on a retrouvé à proximité des vestiges de camp romain au lieu-dit "La Murée". M. Cl. Fr. Denis, ancien maire de Commercy , ou encore M. Savy  proposent le hameau de Maison du Val, dont la distance depuis Bar-le-Duc et La Cheppe (La Cheppe - Maion du Val 41 km Maison du Val - Bar-le-Duc 21 km) correspond beaucoup mieux - mais pas exactement - à celle portée sur l'itinéraire d'Antonin que Vadivière (La Cheppe - Vadivière 34 km, Vadivière - Bar-le-Duc 26 km). Les stations romaines étaient souvent situées au point de passage d'un cours d'eau, ce qui s'applique aux deux endroits : Vadivières est au bord de la Vière et Maison du Val au bord de la Chée. Notons qu'il existait également un camp romain semblable à celui de "La murée" à proximité de Maison du Val, sur le territoire actuel de Nettancourt au sommet d'une colline connue sous le nom de "Huppémont" (altitude 181 m) qui surveillait les vallées de la Chée et de l'Ornain. De plus, à l'endroit précis indiqué par l'itinéraire d'Antonin, se trouvait une intersection entre la voie Reims Bar-le-Duc et une autre voie venant de Châlons-sur-Marne (Duro Catelauni) via Charmont au sud et se dirigeant vers Stadunum (Sainte-Menehould) via Le Vieil-Dampierre au nord. Ce point correspond aujourd'hui à l'intersection avec la route de Nettancourt (Localisation : +48° 53' 1.05", +4° 56' 39.07"). C'est également depuis cette intersection que l'on pouvait atteindre le fort d'Huppémont.

## De Bar-le-Duc à Toul
À la sortie de Bar-le-Duc, elle continue de suivre la rive droite de l’Ornain vers le sud, par Silmont, Nançois-sur-Ornain, Menaucourt, jusqu’à Naix-aux-Forges (Route Départementale 966), où elle bifurque vers l’est, en empruntant la vallée de la Barboure (Route Départementale 29) via Boviolles, Marson, Reffroy, au sud de Bovée où on a trouvé des substructions antiques de caractère romain, des aqueducs, des fragments de tuiles à rebords et de briques, des tombeaux avec armes, des monnaies romaines, dont une en or. Puis elle passait au nord de Broussey-en-Blois et Sauvoy, au lieu-dit "le chalet", franchissait la Méholle et traversait les bois de Vacon et d'Ourches pour relier Trévia (aujourd’hui Saint-Germain-sur-Meuse), où elle franchissait la Meuse sur un pont de pierre dont il subsistait encore quelques vestiges au XIXe siècle, à Saint-Germain, elle suivait la "Rue Traverse", puis la "Rue de Hordal", descendant du troisième frère de Jeanne d'Arc, Pierre d'Arc. elle traversait le bois de Saint-Germain pour atteindre la ferme de Savonnières dans la large vallée de l’Ingressin (ancienne vallée de la Moselle), à laquelle on accède depuis Foug par la "rue de Saint-Germain", et enfin Ménillot.
Elle entre à Toul par le quartier aujourd’hui dénommé Saint-Èvre.
Entre Sauvoy et Saint-Germain-sur-Meuse, ce chemin est appelé « chemin de la Pucelle » car selon la tradition, Jeanne d’Arc aurait suivi cette route pour se rendre à Chinon y offrir ses services à Charles VII. À Bovée-sur-Barboure, on a érigé un monument avec une statue de Jeanne d’Arc au bord de la voie romaine, sur lequel figure la devise attribuée à Jeanne d’Arc : « VIVE LABEUR!" et le blason avec deux fleurs de lys d’or, et une épée la pointe en haut féruë en une couronne. Entre Sauvoy et Void, au lieu-dit "le chalet", se trouve également une statue de Jeanne d'Arc, dans une propriété privée non visible de l'extérieur.
Cette voie subsiste encore sous forme de routes ou de chemins en de nombreux endroits dans le département de la Meuse.

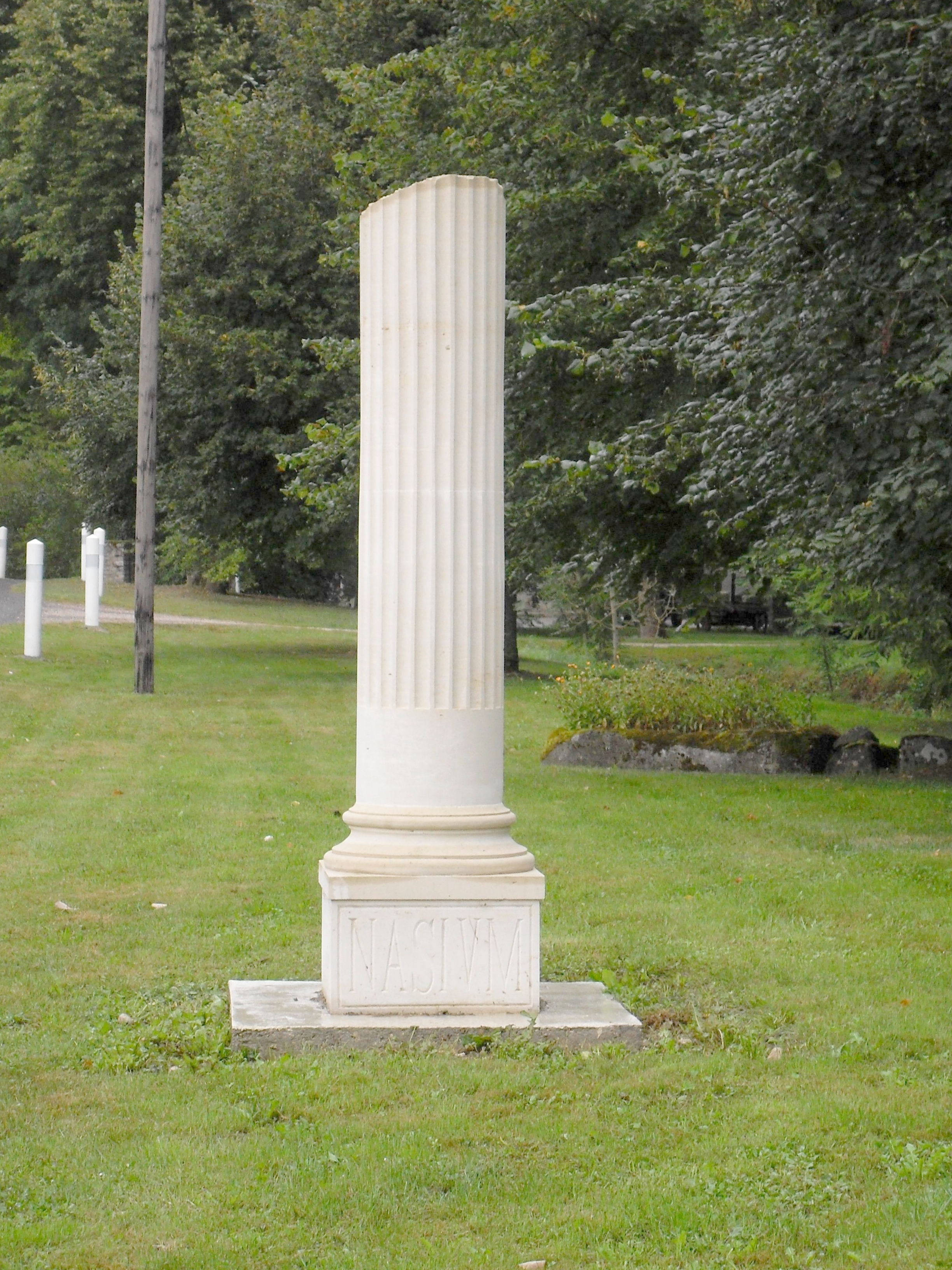
Colonne "NASIVM" à Boviolles
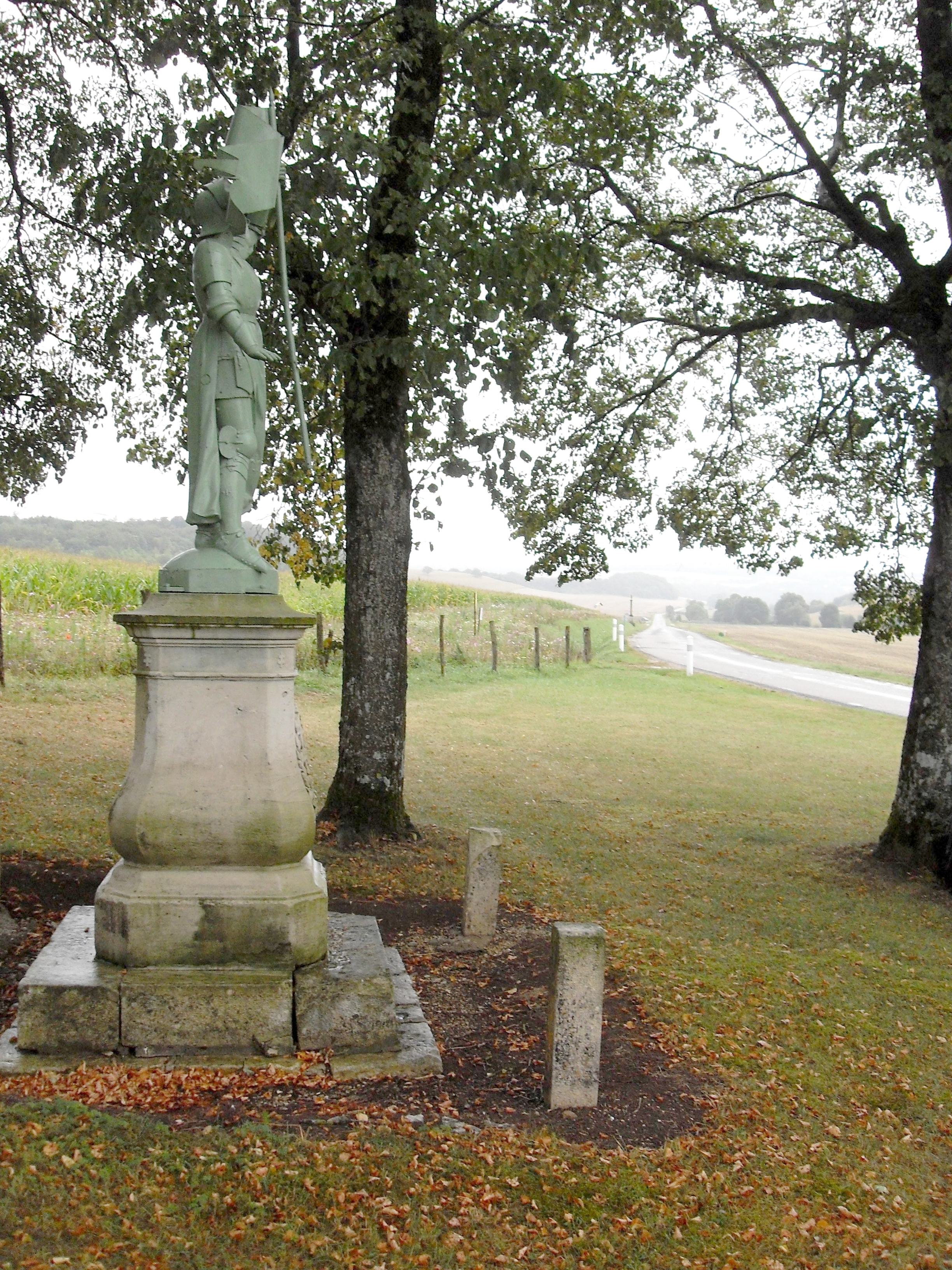
Statue de Jeanne d’Arc au bord de la voie romaine à Bovée
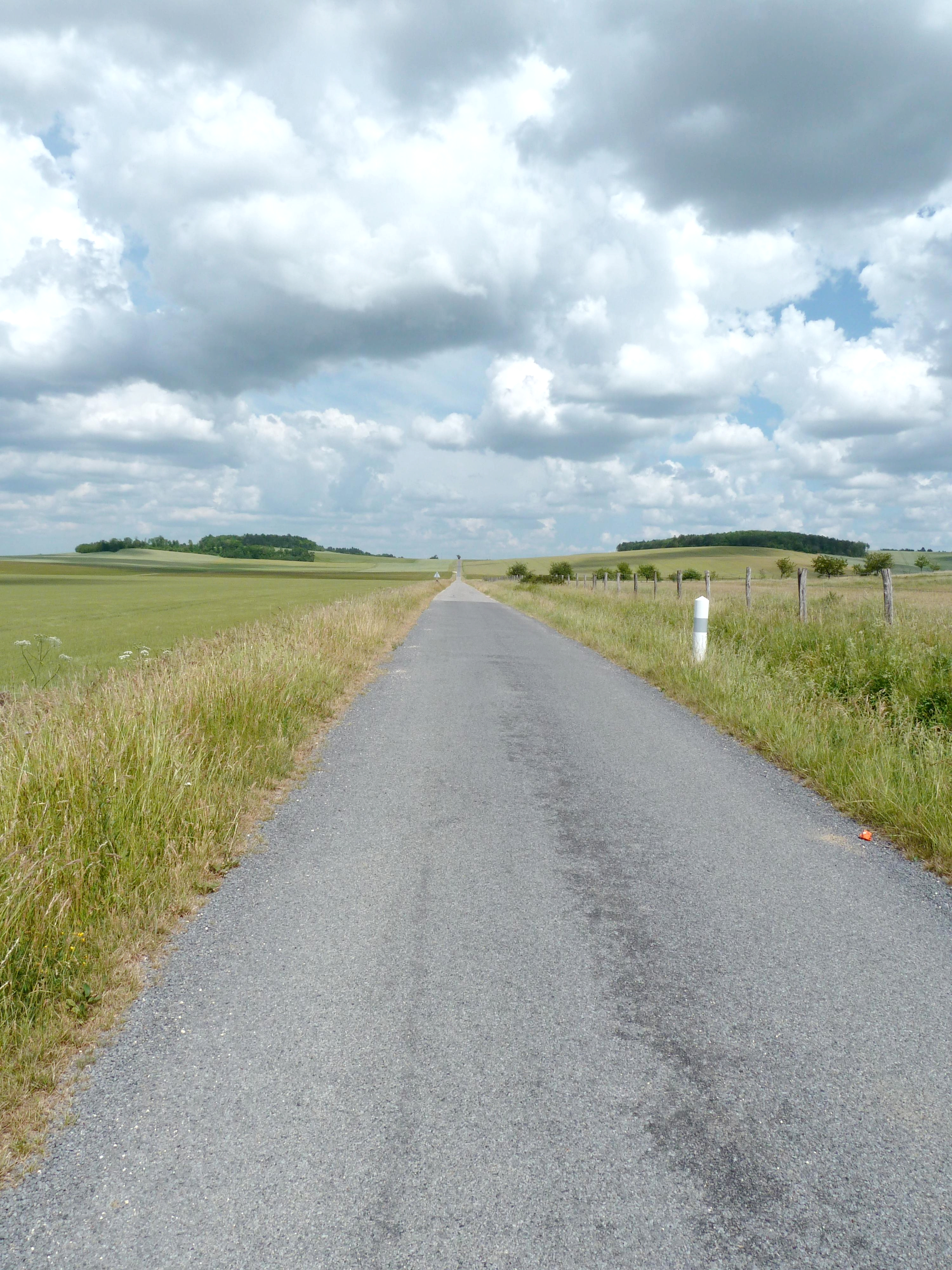
entre Bovée-sur-Barboure et Broussey-en-Blois
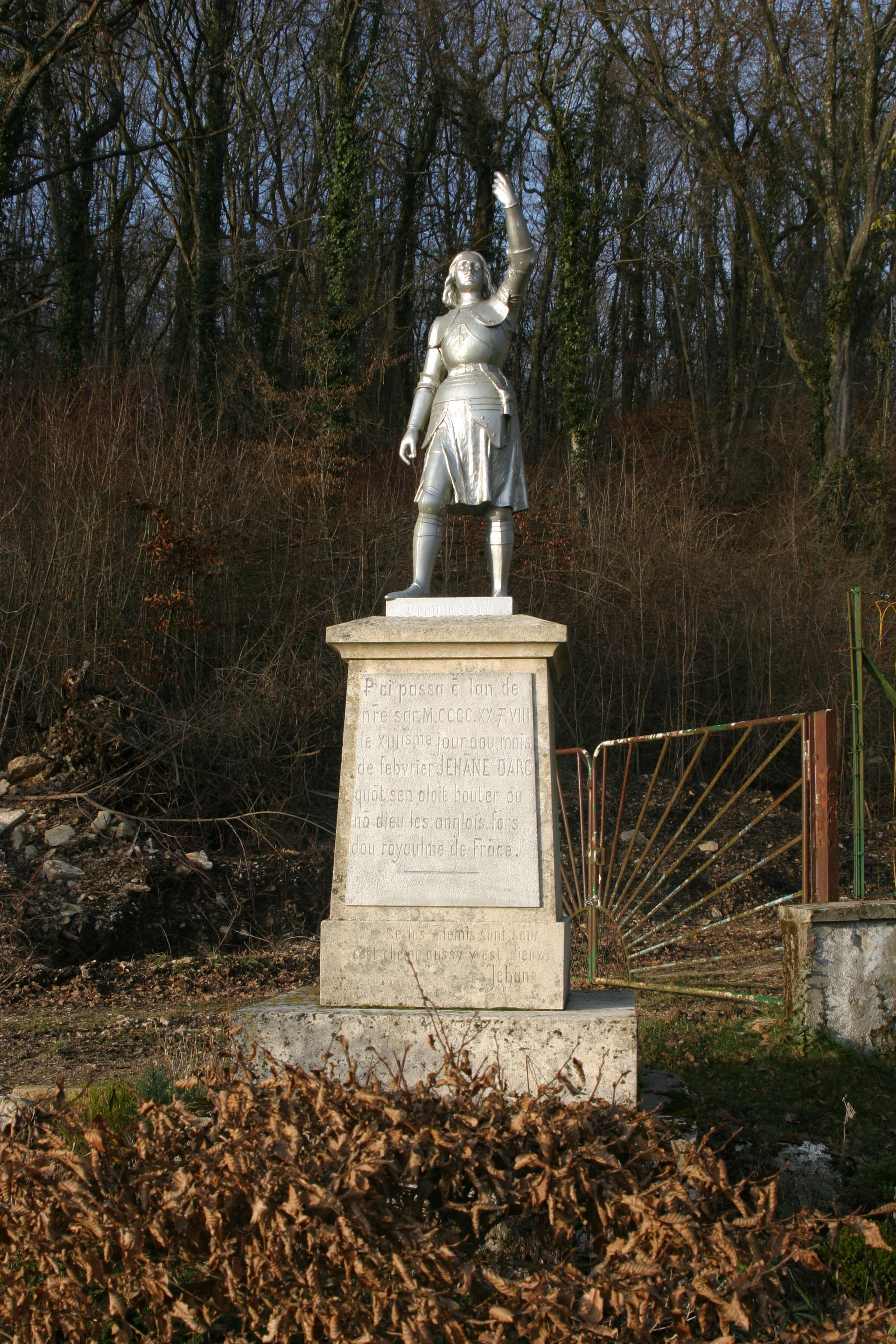
Statue de Jeanne d'Arc au lieu-dit "Le Chalet", au nord de Sauvoy
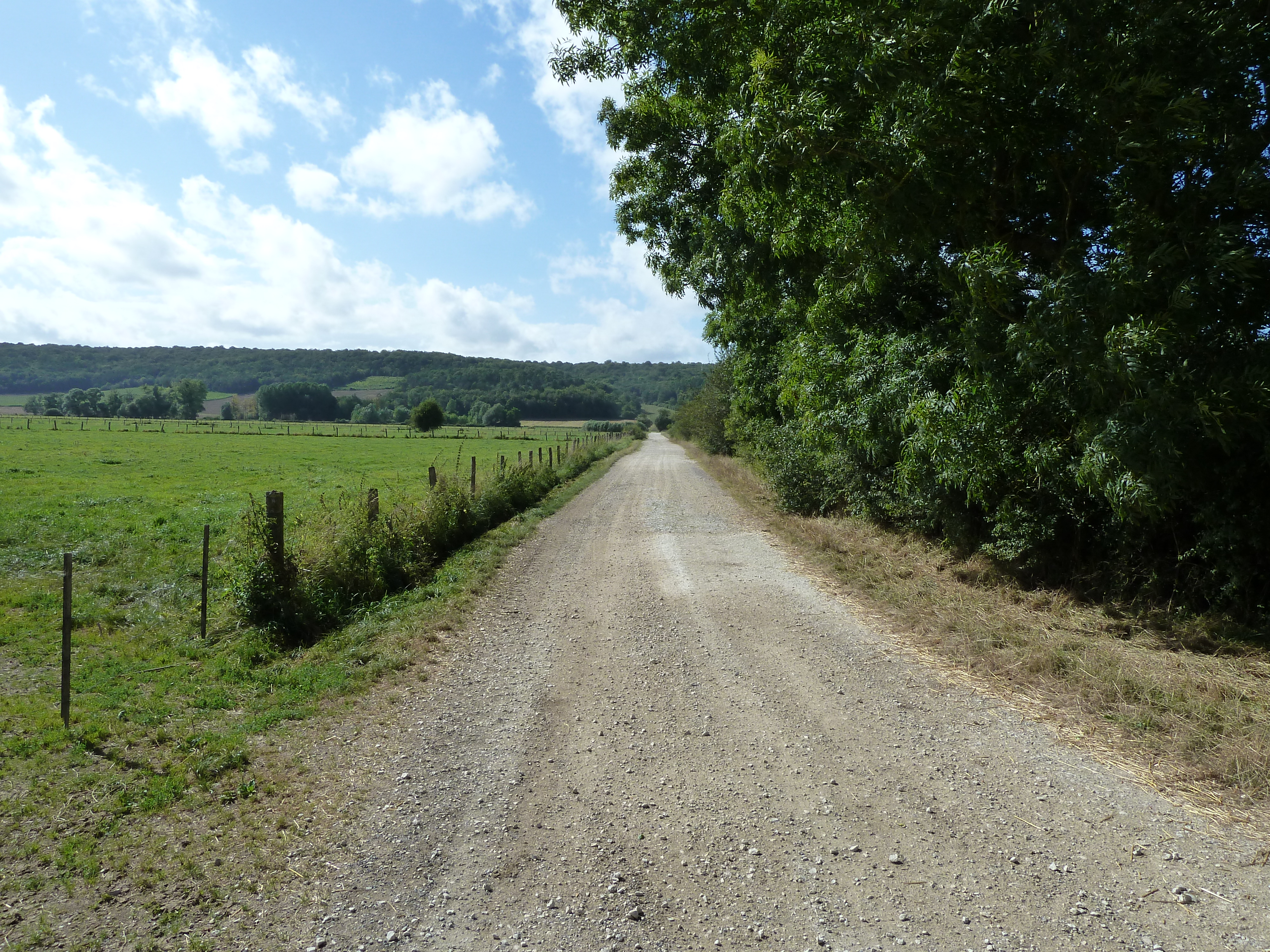
« chemin de la Pucelle » à Saint-Germain-sur-Meuse

## Ad Fines
Une station supplémentaire entre Nasium et Tullum dénommée Ad Fines (= sur la frontière, cette expression désigne un poste frontière entre deux cités) apparait uniquement dans la table de Peutinger et il existe une différence de III lieues dans la distance entre Nasium et Tullum par rapport à l’Itinéraire d’Antonin. La table de Peutinger indique de Nasium à ad Fines XIV lieues, ce qui situe cet endroit dans les environs de Travia (source nécessaire) (Saint-Germain-sur-Meuse), et de Ad Fines à Tullum V lieues. L’itinéraire d’Antonin indique XVI lieues entre Nasium et Tullum.
La différence de III lieues sur la distance entre Nasium et Tullum (XIV + V = XIX lieues) par rapport à l’itinéraire d’Antonin (XVI lieues) laisse supposer que les deux voyageurs n’ont pas suivi exactement la même route ou que la station Ad Fines n’est pas directement sur la voie mais qu’elle nécessitait un détour. Selon Cl. Fr. Denis, ancien maire de Commercy, ce lieu serait Tusey et la différence de III lieues correspondrait à un aller-retour entre Saint-Germain et Tusey, néanmoins, il n’apporte pas vraiment de preuves et il serait sans doute possible de faire la même démonstration en remplaçant Tusey par l’oppidum de Sorcy-Saint-Martin, car il existait à Bovée-sur-Barboure un embranchement qui allait à Sorcy-Saint-Martin, où se trouvait un camp romain (source nécessaire, jusqu'à preuve du contraire, aucun camp militaire romain n'est attesté sur l'oppidum de sorcy, ni même à proximité).

### Andesina
Mais est-ce la seule interprétation possible? Voici ce que l’on peut lire exactement sur la Table de Peutinger :
« Durocortoro XIX Fanomia XXV Caturices IX Nasie XIIII adfines V Tullio X Scarponna XIIII Divo Durimedio Matricorum »

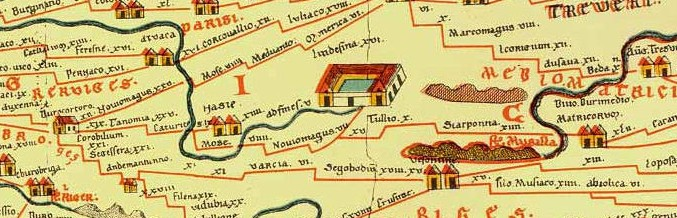
Voie Reims-Metz sur la Table de Peutinger, au centre, le sanctuaire des eaux d'Andesina.

En observant plus attentivement, on remarque qu’entre adfines et Tullio est représenté un édifice carré entourant une piscine, qui signale la présence d’une source thermale ou minérale, au-dessus duquel on peut lire : « Indesina XVI », qui a souvent été escamotée par les divers commentateurs, Elle coïncide avec la source de la rivière Ornain, qui semble sortir du bâtiment (cette rivière qui passe à Nasium et à Bar-le-Duc est l’Ornain et non la Meuse comme certains l’ont cru). M. Digot pense qu’il s’agit de la ville de Grand, où l’Ornain prend sa source, et qui possédait divers établissements de bains romains, ainsi qu’un des 10 plus grands amphithéâtres du monde romain et un temple d’Apollon. Selon cette hypothèse, envisagée par Lucien Lerat, Ad Fines serait à chercher dans la direction de Grand, en remontant la vallée de l’Ornain jusqu’à Saint-Joire, puis la vallée du ruisseau Ormançon jusqu’à Mandres-en-Barrois.
Cela signifierait qu’à partir de Nasium, la Table de Peutinger et l’itinéraire d’Antonin, suivent deux directions tout à fait distinctes, et qu’il serait vain de vouloir à toute force les faire coïncider. De plus, la différence de longueur n’est pas seulement de III lieues mais il faut au moins y rajouter les XV qui figurent devant le mot Tullio, plus la distance qui va de l’établissement thermal jusqu’à l’embranchement. Il semble donc que la table de Peutinger rejoint Toul par la voie de Langres (Andemantunnum), qu’elle rattrape à Soulosse (Solimariaca) en passant par Midrevaux, Sionne et Frebécourt. Il y a XV lieues entre Soulosse et Toul.
Lucien Lerat localise Adfines au « Bois des Harrandes », à 1,5 km au nord de Busson, où se trouve la limite orientale entre Tricasses, Leuques et Lingons. De cet endroit, aujourd’hui appelé « la Sarrasinière » (terme qui désigne des ruines romaines), il était possible de rejoindre Grand par la route rectiligne Leurville-Trampot qui fait précisément V lieues.
Le chiffre XVI qui figure après le nom Indesina est plus difficile à interpréter. Ce n’est pas la distance qui sépare Grand de Soulosse, celle-ci ne fait que VIII lieues, soit la moitié. Peut-être faut-il le comprendre comme la distance d’un aller-retour à Grand depuis la voie de Langres. La distance de VII lieues qui figure après Noviomagus (Nijon (Haute-Marne)) est celle qui la sépare de Soulosse (Solimariaca), et il n’y a pas de distance portée directement sur la portion de voie entre Soulosse et Grand.

## De Toul à Metz
À Toul (ou à Soulosse selon le cas), cette voie rejoint celle de Langres.
Entre Toul et Dieulouard, cette longue route rectiligne existe toujours. C’est aujourd’hui la route départementale 611 (ancienne route nationale 411). Elle passe par la ferme de Libdeau, ancienne commanderie de l’ordre du Temple puis de Malte, puis entre Avrainville et Gavillo (Jaillon) où était situé un camp romain, ensuite près de Rosières-en-Haye avant d’arriver à Scarpone (Dieulouard) où elle franchit les bras de la Moselle sur plusieurs ponts. À Dieulouard, on a retrouvé de nombreux objets : morceaux de statue de Vénus, borne milliaire qui sont conservés au musée de Nancy. Elle se dirige vers Atton, passe à l’est de Mousson, à Lesménils où a été retrouvée une borne milliaire par J.-M. Hanus, Cheminot, Sillegny, Coin-sur-Seille, Augny.
Elle entrait à Divodurum (Metz) par la porte Scarponoise (devenue porte Serpenoise) en suivant la rue du même nom.